# Faustino Pérez-Manglano
Faustino Pérez-Manglano Magro (1946-1963), était un jeune espagnol, atteint de la maladie de Hodgkin. Élève du collège marianiste de Nuestra Señora del Pilar à Valence (Espagne), et membre de la Famille marianiste, il a été déclaré vénérable par le pape Benoît XVI le 14 janvier 2011.

## Biographie
Faustino est né à Valence (Espagne) le 4 août 1946. Il est l'aîné de quatre enfants. Ses parents se sont mariés un an auparavant. Son père est médecin. Il reçoit de ses parents une éducation chrétienne. 
Sa vie se déroule de manière tout à fait ordinaire : il aime le sport — le football le passionne —, la natation, la montagne… Il aime le cinéma, la télévision, lire des romans, se faire des amis. 

### Sa première retraite spirituelle
C'est à treize ans qu'il fait sa première retraite spirituelle, une expérience habituelle pour les élèves du collège del Pilar. Elle comporte des temps de silence, de prière, de détente et des conférences. Au cours de cette retraite, Faustino raconte à son aumônier sa promesse : 
« J'ai promis à la Vierge Marie de réciter le chapelet tous les jours. Je le récite par petits bouts, en particulier quand je vais seul au collège… »
Sur cette retraite, il écrira plus tard :
« Le plus grand effort de ma vie, je l’ai fait lors de la retraite, quand j’ai essayé de changer complètement ma vie. »

### Son journal
Le 14 septembre 1960, il entame la première page de son journal. C'est une idée qui lui est venue à la suite de la lecture d'un roman. Il va désormais s'y consacrer régulièrement, y mentionnant les faits qui ont marqué sa journée. Ce journal est un témoin précieux de sa vie spirituelle et des événements de sa vie. Ce qui en fait la valeur est aussi sa spontanéité, il s'agit bien du journal d'un adolescent. Le 17 octobre 1960, il écrit par exemple :
« J'ai récité le chapelet. J'ai communié pendant la récréation. J'ai eu une interro en sciences naturelles, et j'ai bien répondu. J'ai parlé pendant 10 minutes avec le Christ, aussi bien du match nul Saragosse-Valence, que des missions. »
C'est dans ce journal qu'apparaît aussi la première mention, le 14 novembre 1960, d'une douleur qui annonce sa maladie.

### Et si Dieu me parlait
En octobre 1960, il intègre une fraternité de jeunes, à l'aumônerie de jeunes de son collège. Ce groupe se réunit une fois par semaine. 
Le 22 octobre se passe intérieurement un événement très important pour lui. Il est en train d'effectuer une retraite et après avoir rencontré son aumônier, il écrit ce jour-là :
"Nous avons parlé de pas mal de choses, mais il en est une qui m’a frappé : quelle vocation vais-je choisir ? médecin ? chimiste ? Ou peut-être serai-je prêtre ? Cette dernière possibilité est celle qui m’a le plus impressionné : Dieu m’a-t-il choisi ? Il me le dira... La journée et les quelques heures qui me restent de ma retraite, je vais garder un silence complet… Et si Dieu me parlait !"
C’est aussi durant cette retraite qu’il écrit comme résolution : 
"Je vais essayer "l’ascèse du oui": dire oui à tout ce qui est bien."
Plus tard, lorsqu’on lui demandera quand il a ressenti l’appel du Seigneur, il dira que c’est le soir même, pendant le repas en silence :
"Pendant le souper, je l’ai vu très clair : ‘le Seigneur me veut religieux marianiste’."
À partir de cette date, son amitié avec le Seigneur grandit de jour en jour. Cette relation si étroite et fréquente avec le Christ se transforme en amitié simple et profonde. Pour lui, Jésus est quelqu’un de proche, un ami avec lequel on peut parler de tout, même de foot ! Voici quelques extraits de son journal qui montrent bien que, pour Faustino, le Christ est quelqu’un de tout proche :
"Qu'on est bien en compagnie du Christ !" (21.10.60).
"Aide-moi, Jésus, à être apôtre. Que je ne garde rien pour moi. Que mon amour pour Toi je le donne aux autres..." (22.06.61).
"On m'a apporté la communion. Que c'est merveilleux de recevoir le corps du Christ !" 28.01.61
"Le Christ est ici, à côté de moi, en moi..." (24.01.62).
"Comme il fait bon ici, tout près du Christ !" (25.01.62).
"Je suis très content. Aujourd’hui, premier vendredi du mois de mai, c’est un grand jour pour moi. J’ai ressenti l’appel divin comme peu de fois auparavant. Uni à Marie et à Jésus, j’étais débordant de joie. Je suis très heureux. Combien je dois remercier Dieu ! Comme c’est beau et merveilleux de vivre près du Christ !" (4.05.62).
"Je me rends compte qu'on doit devenir un saint. On ne peut pas être chrétien à moitié. […] Que ceux qui me voient, puissent voir en moi le Christ." (20.1.63).
"Nous devons être des apôtres par l'exemple : il faudrait que notre seule présence attire les autres vers le Christ." (22.1.63).
Et cette joie de vivre avec le Christ ne l’empêche pas, bien au contraire, d’aimer le foot, la montagne, la lecture et les amis.

### La maladie
Le 29 novembre 1960, il tombe malade. Après des examens médicaux, les médecins finissent par diagnostiquer la maladie de Hodgkin, maladie incurable à l’époque. On lui applique un traitement énergique, mais épuisant. Pendant de longues périodes, il doit rester chez lui, mais il continue de travailler dur afin de ne pas perdre l’année. 
Il ne se plaint jamais, mais dans son journal on découvre qu’il a eu des moments très difficiles : 
"Tout l’après-midi, j’avais mal sans arrêt." (6.02.61).
"À 8 heures, j’ai demandé à maman de me faire des massages pour pouvoir m’endormir sans trop de douleur. À 10 heures, je me suis réveillé, et nous sommes allés à la Croix Rouge. Là, on m’a fait deux radiographies. Quand nous sommes revenus à la maison à midi, j’avais envie de pleurer. J’avais très mal, et le moral au plus bas." (27.11.61).
Depuis le mois de février, il ne peut plus retourner en classe. Mais il consacre beaucoup de temps à son travail scolaire : il ne veut pas perdre son année. Il doit limiter toutes ses activités sportives mais il ne s’en plaint pas : il se contente de ce qu’il peut faire et écrit qu’il est heureux et que tout est « merveilleux » : c’est le mot préféré de Faustino.
Il apprécie les séances de ciné-forum organisées dans son collège. Il visionne entre autres Les Quatre Cents Coups de François Truffaut. Bien qu’il ne puisse plus faire de sport, il tient à accompagner ses camarades lorsqu’ils ont des compétitions.

### Le sens de l’autre
En janvier 1962, Faustino écrit dans son Journal une anecdote qui montre le souci qu’il a de l’autre : 
« Ce garçon a quatorze ans. Il vit dans une mansarde, il ne peut presque pas manger, il travaille huit heures par jour.»
Avec un autre camarade, il prend rendez-vous avec lui, l’aide de son mieux, lui apporte ce dont il a besoin... Ce fait, comme beaucoup d'autres montre la grande attention à l'autre qui l'habite ; c'est un trait important de son caractère. 
Son cheminement spirituel ne le renferme pas sur lui-même, bien au contraire : 
"Être au service des autres est une de mes résolutions et je veux la mettre en pratique. Je serai très serviable avec tous ceux que je rencontrerai. Je les aiderai et je leur rendrai des services." (22.06.61). 
"Il faut commencer à travailler en éliminant en nous-mêmes tout ce que le Christ n'approuverait pas. Ensuite travailler dans mon milieu, à la maison, à l'école, avec mes camarades de classe, dans la ville, dans le monde entier." (25.01.62)
Mais il ne relâche pas ses efforts pour vivre à cent pour cent sa vie chrétienne : 
"Aujourd'hui l'Église a besoin de témoins. Nous devons être les témoins du Christ : montrer qu'au vingtième siècle on peut vivre une sainteté aussi grande que pendant les premiers siècles de l'Église." (26.01.62)
Dans ce cheminement, Marie tient une très grande place : 
"Marie, je veux être ton apôtre. Il nous faut gagner le monde pour Toi. Comme le Père Chaminade, nous devons te considérer comme notre Guide, et Jésus, ton Fils, comme notre Modèle. Aide-moi, Mère, à t'aimer davantage et de mieux en mieux." (16.05.62)

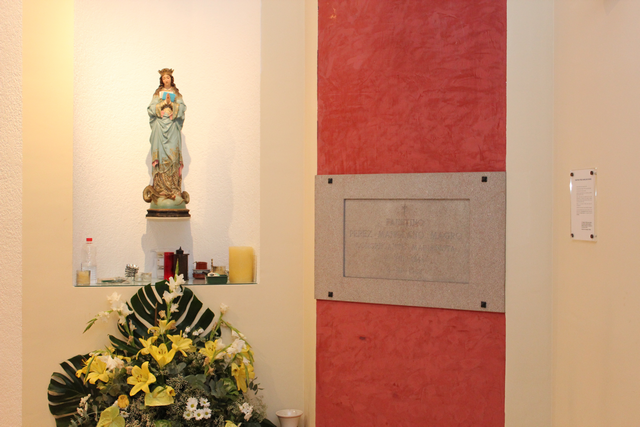
La tombe du vénérable Faustino (Collège del Pilar à Valence)

### Sa dernière année
À 15 ans, il écrit dans son Journal, à la date du 22 juin 1962 : 
"Aujourd’hui, il y a vingt mois que Dieu m’a dit de le suivre. C’est merveilleux de penser que je serai toute ma vie au service de Jésus et de Marie. Je serai un pêcheur d’âmes. J’ai bien réfléchi, et j’aimerais partir comme religieux marianiste en Amérique du Sud, où il manque tant de bras pour sauver les âmes." 
Faustino a de la suite dans les idées : il n’oublie pas la décision prise vingt mois plus tôt.
Le 23 janvier 1963, il écrit : 
"Je dois être un véritable chrétien. Pour y parvenir, je dois limer peu à peu mes imperfections. Être un bon chrétien n’est pas très facile. C’est même beaucoup plus difficile que nous ne l’imaginons; Marie, aide-moi à devenir un autre Christ."

### Aggravation de sa maladie
Le 23 janvier 1963, il doit s’aliter. Il ne se relèvera plus. Les traitements ne réagissent plus : les médecins sont désarmés et savent qu’il n’y a plus d’espoir de guérison. 
Le 11 février 1963, il écrit :
"Avant hier, samedi, ce fut un jour de très grand bonheur pour moi. J’ai reçu le sacrement des malades. J’ai renouvelé pour un mois mes promesses de membre de Fraternité. Aujourd’hui, c’est la fête de Notre Dame de Lourdes. Que notre merveilleuse Mère du ciel nous aide tous à devenir meilleurs. Aide-moi, mère, à offrir ces petits ennuis pour les besoins du monde."
Trois jours avant sa mort, son aumônier lui rend visite, alors qu'il semble beaucoup souffrir.
-"Comment vas-tu Faustino?"
-"Bien mon Père"
-"As-tu mal?"
-"Ca dépend du point de vue..."
-"Comment ça?"
-"Eh bien voyez-vous mon Père, en ce moment il y en a tant qui souffrent plus que moi!"
Faustino faisait preuve d'une grande maîtrise de soi. On ne l'entendait jamais se plaindre.

### Le 3 mars 1963
Dans l’après-midi, son aumônier, le Père Salaverri, vient voir Faustino qui semble beaucoup souffrir. Mais au milieu de la conversation il lui demande tout de même : 
“Père, savez-vous si ce soir le match de Valence sera télévisé ? … suis-je bête : je ne vais pas pouvoir le suivre ! Je suis trop fatigué !”
Et sur sa table de nuit traîne un papier sur lequel on peut lire sa sélection nationale de football pour le match du soir !
Ce même soir, tard, il appelle sa maman. Au moment de redresser son corps endolori, il retombe tout à coup, et, sans cri, sans geste, tranquillement, doucement, il reste inanimé dans les bras de sa mère. Il était 23h20.

## Son héritage
Sa cause de béatification a été introduite à Valence (Espagne), sa ville natale. Depuis sa conclusion, elle est à l'étude à Rome. Le 14 janvier 2011, le pape Benoît XVI a déclaré l'héroïcité de ses vertus. 
La vie de Faustino offre certainement un exemple très parlant aux jeunes. On peut en particulier le déduire du nombre de publications qui lui sont consacrées et dont quelques exemples sont cités ci-dessous. Sa biographie, écrite par son ancien aumônier, le Père José María Salaverri, en était déjà, en 2009 à sa 9e édition, pour ce qui concerne la version originale en espagnol. 
Mais on peut noter également que plusieurs mouvements s'inspirent de son exemple. On peut citer en particulier les "Jeunes de la famille marianiste" (en abrégé les JFM), mais aussi le mouvement "Providence Faustino".

Son message d'espérance a également inspiré d'autres jeunes combattant courageusement contre la maladie, par exemple Héloïse Charruau, elle-aussi atteinte du lymphome de Hodgkin.

Dans le monde, plusieurs mouvements de jeunes portent son nom, comme, par exemple au Chili, le Movimiento Faustino qui compte environ 400 membres.
Depuis 2013, Vénérable Faustino est également le saint-patron du groupe scout de Düsseldorf, rattaché aux Scouts Unitaires de France. 